# Greaca
Greaca is een Roemeense gemeente in het district Giurgiu.
Greaca telt 2499 inwoners.